# Browar Edi
Browar EDI – mały browar regionalny założony w 1996 roku przez piwowara-amatora Edwarda Wilka. Zakład mieści się w miejscowości Nowa Wieś pod Wschową.

## Charakterystyka
Browar EDI jest małą firmą rodzinną produkującą piwo od 1998 roku. W zakładzie jest zainstalowana oryginalna warzelnia pomysłu właściciela browaru zbudowana na bazie zbiorników do produkcji sera.
Piwa z Browaru EDI są niepasteryzowane. Roczna produkcja wynosi około 500 hektolitrów. Zakład jest lokalną atrakcją turystyczną gminy Wschowa.

## Nagrody i wyróżnienia
- 2006 Piwo Wschowskie - wyróżnienie na konkursie Nasze Kulinarne Dziedzictwo w Warszawie
- 2007 Piwo Swojskie - III nagroda na konkursie Nasze Kulinarne Dziedzictwo w Warszawie

## Produkty
Lager
- Wschowskie Niefiltrowane
- Wschowskie Pełne Pils

Piwo ciemne
- Wschowskie Ciemne

Piwo aromatyzowane
- Piwo Czekoladowe
- Piwo Imbirowe
- Piwo Malinowe
- Piwo Miętowe
- Piwo Migdałowe
- Piwo Miodowe
- Piwo Wiśniowe